# Hold On (Alain Clark)
Hold On is een nummer van de Nederlandse zanger Alain Clark uit 2009. Het nummer verscheen op zijn tweede studioalbum Live It Out, maar enkel in het Verenigd Koninkrijk.
Het vrolijke nummer haalde de 15e positie in de Nederlandse Top 40.